# کوه تاونسند (واشینگتن)
کوه تاونسند (به انگلیسی: Mount Townsend) یک کوه در ایالات متحده آمریکا است که در واشینگتن واقع شده‌است.